# FSV Kroppach
Der FSV Kroppach 1919 e. V. ist ein Sportverein aus Kroppach im rheinland-pfälzischen Westerwaldkreis mit den Sportarten Fußball, Tischtennis und Volleyball. FSV steht für Fußball Sportverein.
Überregional bekannt ist die Tischtennisabteilung. Die Damenmannschaft spielte in der Bundesliga und wurde 2002 und von 2008 bis 2013 sieben Mal Deutscher Meister.

## Werdegang Damen
Die Damen spielten Mitte der 1990er Jahre in der Bezirksliga. Sie stiegen dann bis zur Saison 1999/2000 fünf Mal in Folge auf und erreichten die Bundesliga. Hier wurden sie 2000/01 auf Anhieb Zweiter hinter FC Langweid. Ein Jahr später gewannen sie erstmals die deutsche Meisterschaft und zudem den Europapokal. Von 2008 bis 2013 gewann Kroppach sechs Mal in Folge den Deutschen Meistertitel. In der Champions League kamen sie 2008 und 2009 ins Endspiel, das sie jeweils verloren. Am Ende der Saison 2012/13 zog Kroppach die Mannschaft aus der Bundesliga zurück. Ausschlaggebend seien persönliche Gründe gewesen, da sich ein Großteil der Unterstützer im fortgeschrittenen Alter befinde.

### Stationen des Erfolgs
| Jahr      | Ereignis                 | Mannschaft                                                                                        | |
| --------- | ------------------------ | ------------------------------------------------------------------------------------------------- | --- |
| 1998/99   | Aufstieg in 2. BL        | Galina Melnik (RUS), Stefanie Hecker, Yüchun Zimmermann, Katja Wingen; Trainer. Gerhard Schmidt   | |
| 1999/2000 | Aufstieg in 1. BL        | Jie Schöpp, Galina Melnik (RUS), Katalina Vitcheva-Gatinska, Stefanie Henecker, Yüchun Zimmermann | Zugänge: Nicole Struse, Naito Kazuko (Japan) |
| 2000/01   | BL: Play-off             |                                                                                                   | Endspiel gegen FC Langweid: 1:6 und 0:6 |
| 2001/02   | Deutscher Meister        | Wu Jiaduo, Nicole Struse, Jie Schöpp, Galina Melnik                                               | Endspiel gegen 3B Berlin: 6:3 und 6:1 |
| 2002/03   | BL: Play-off             |                                                                                                   | Endspiel gegen Müllermilch Langweid: 2:6 und 5:5 |
| 2002/03   | Europapokalsieg          | Nicole Struse, Jie Schöpp, Wu Jiaduo                                                              | Endspielsieg gegen Sterilgarda TT Castel Goffredo (Italien) |
| 2003/04   | BL: Play-off             |                                                                                                   | Endspiel gegen Müllermilch Langweid: 5:5 und 0:6 Zugänge: Jessica Göbel Abgänge: Galina Melnik, Katalina Vitcheva-Gatinska, Stefanie Henecker, Katharina Lauchart, Andrea Bakula |
| 2004/05   | BL: Play-off             |                                                                                                   | Endspiel gegen TV Busenbach: 0:6 und 6:2 Zugänge: Christina Fischer Abgänge: Jie Schöpp                                                                                          |
| 2005/06   | BL: Platz 2              |                                                                                                   | hinter Müllermilch Langweid Zugänge: Yan Su, Yanhua Yang-Xu Abgänge: Jessica Göbel, Yüchun Zimmermann                                                                            |
| 2006/07   | BL: Platz 4              |                                                                                                   | hinter TTC Langweid, 3B Berlin, TV Busenbach Zugänge: Ran Li-Kath, Paey Fern Tan Abgänge: Yan Su                                                                                 |
| 2007/08   | Deutscher Meister        | Nicole Struse, Liu Shiwen, Wu Jiaduo, Krisztina Tóth, Hong Zhu, Yanhua Yang-Xu                    | Zugänge: Li Nan, Liu Shiwen, Krisztina Tóth, Hong Zhu Abgänge: Christina Fischer                                                                                                 |
| 2007/08   | Champions League Platz 2 |                                                                                                   | Endspiel gegen Li-Ning/MF Services Heerlen (Niederlande): 1:3 und kampflos |
| 2008/09   | Deutscher Meister        | Wang Yuegu, Wu Jiaduo, Krisztina Tóth, Nicole Struse; Trainer: Dennis Leicher                     | Zugänge: Kyung Ah Kim, Park Mi-young, Wang Yuegu Abgänge: Yanhua Yang-Xu |
| 2008/09   | Champions League Platz 2 |                                                                                                   | Endspiel gegen Linz AG Froschberg: 3:2 und 1:3 |
| 2009/10   | Deutscher Meister        | Wu Jiaduo, Sun Beibei, Jia Jun, Krisztina Tóth                                                    | Zugänge: Jia Jun, Se Rom Shim, Yan Su, Sun Beibei, Se Rom Shim Abgänge: Nicole Struse, Wang Yuegu                                                                                |
| 2009/10   | Champions League         |                                                                                                   | Verzicht auf Teilnahme wegen Differenzen mit der ETTU |
| 2010/11   | Deutscher Meister        | Shan Xiaona, Wu Jiaduo, Sun Beibei, Kristin Silbereisen, Krisztina Tóth, Anja Schuh               | Zugänge: Anja Schuh, Shan Xiaona, Kristin Silbereisen Abgänge: Jia Jun, Se Rom Shim                                                                                              |
| 2011/12   | Deutscher Meister        | Shan Xiaona, Wu Jiaduo, Sun Beibei, Kristin Silbereisen, Krisztina Tóth, Anastasia Voronova       | Zugänge: Anastasia Voronova Abgänge: Anja Schuh |
| 2012/13   | Deutscher Meister        | Shan Xiaona, Wu Jiaduo, Sun Beibei, Kristin Silbereisen, Krisztina Tóth, Anastasia Voronova       | Rückzug aus der Bundesliga |